# LAPA FA 03
LAPA FA 03 — бразильский автомат, выполненный по схеме булл-пап. Изначально разрабатывался для замены IMBEL LAR (производимые в Бразилии по лицензии FN FAL), однако в результате выбор был сделан в пользу IMBEL MD-2. В настоящее время небольшое количество этих автоматов используется специальными подразделениями бразильской полиции. 
В конструкции широко используется ударопрочная пластмасса. Ударно-спусковой механизм имеет два режима — обычный и самовзводный, в котором снятое с предохранителя оружие носилось с патроном в патроннике. Благодаря тому, что курок находился в спущенном состоянии, случайные выстрелы исключались, а для открытия огня необходимо было только нажать на спусковой крючок. Помимо  одиночных выстрелов и непрерывной очереди, имеется возможность стрельбы очередями с отсечкой по три патрона. Ствол имеет пламегаситель-компенсатор. Для возможности использования оружия левшами окно гильзовыбрасывателя могло размещаться по обе стороны ствольной коробки.